# غاز رطب
إن الغاز الرطب هو أي غاز يشتمل على كمية ضئيلة من سائل. ولقد استخدم مصطلح «الغاز الرطب» في وصف عدد من الحالات بدءًا من الغاز الرطب الذي هو عبارة عن غاز مشبع ببخار أحد السوائل إلى التدفق متعدد المراحل مع 90% من الحجم من الغاز. بيد أن هناك جدلاً حول التعريف الفعلي للغاز الرطب لكن لا يوجد في الوقت الحاضر تعريف كمي محدد تمامًا لتدفق الغاز الرطب مقبول عالميًا.
يعد الغاز الرطب مفهومًا مهمًا له خصوصية في مجال قياس التدفق، حيث تمثل الكثافات المختلفة للمادة المكونة مشكلة جسيمة.
من الأمثلة النموذجية على تدفقات الغاز الرطب ما يحدث في إنتاج الغاز الطبيعي في صناعة النفط والغاز. الغاز الطبيعي عبارة عن مزيج من مركبات الهيدروكربون مع كميات من مركبات مختلفة غير هيدروكربونية. ويوجد الغاز الرطب في المرحلة الغازية أو السائلة أو عند إحلاله مع النفط الخام في التكوينات الصخرية المسامية. وتعتمد كمية الهيدروكربونات الموجودة في المرحلة السائلة من الغاز الرطب المستخلص على درجة حرارة الصهريج وظروف الضغط، والتي تتغير على مدار الوقت بينما تتم إزالة الغاز والسائل. وتحدث أيضًا التغيرات في المحتوى الغازي والسائل عند نقل الغاز الرطب من الصهريج إلى السطح عند درجات حرارة مرتفعة وضغط عالٍ حيث يتعرض الغاز لدرجة حرارة وضغط منخفضين. ويمكن أن يسبب وجود الغاز الرطب وقدرته على التغير مشكلات وأخطاء في إمكانية قياس معدل تدفق مرحلة الغاز قياسًا دقيقًا.
من الأهمية بمكان أن تتمكن من قياس تدفقات الغاز الرطب تلك قياسًا دقيقًا حتى يتسنى تحديد كمية إنتاج كل بئر على حدة ولتحقيق أقصى استفادة ممكنة من استخدام المعدات والموارد الأمر الذي سيساعد في الحد من التكاليف.

## مصطلحات قياس الغاز الرطب
هناك عدد من المصطلحات الخاصة التي تستخدم في وصف خصائص تدفق الغاز الرطب:

السرعة السطحية للغاز وهي سرعة الغاز عند انعدام وجود السائل في تدفق الغاز الرطب. ففي تدفقات الغاز الرطب تكون سرعة الغاز أعلى نتيجة انخفاض مساحة الأنبوب بفعل وجود السائل.
السرعة السطحية للسائل وهي سرعة السائل عند انعدام وجود الغاز في تدفق الغاز الرطب.
حمل السائل هي نسبة معدل التدفق الكتلي للسائل إلى معدل التدفق الكتلي للغاز ويتم التعبير عنها عادة باستخدام النسبة المئوية.
كسر حجم الغاز (GVF) هي نسبة معدل التدفق الحجمي للغاز إلى إجمالي معدل التدفق الحجمي.
كسر حجم السائل (LVF) هي نسبة معدل التدفق الحجمي للسائل إلى إجمالي معدل التدفق الحجمي.
منطقة السائل هي مساحة القطاع العرضي التي يشغلها السائل في الأنبوب الذي يحمل تدفق الغاز الرطب.
كسر الفراغ هي نسبة مساحة التدفق التي يشغلها الغاز إلى إجمالي مساحة التدفق.
معامل لوكارت - مارتينلي (Lockhart–Martinelli parameter).
إن الغاز قابل للانضغاط وتتغير الكثافة تغيرًا كبيرًا مع التغيرات التي تحدث في الضغط. بينما على الجانب الآخر، تعتبر السوائل غير منضغطة ومن ثم لا تتغير كثافتها نتيجة تغير الضغط. فإذا زاد الضغط في نظام الغاز الرطب، فستزيد كثافة الغاز بينما لن تتغير كثافة السائل. تحتل كثافة مكونات التدفق أهمية كبيرة في قياس التدفق حيث ترتبط بالكميات الكتلية الفعلية للموائع الموجودة.
ولاعتبار كل من معدلات التدفق وكثافات مرحلتي الغاز والسائل، فمن الشائع تعريف حمل الرطوبة أو السائل في الغاز باستخدام معامل لوكارت - مارتينلي المشار إليه بالرمز X (الحرف اليوناني chi)، الذي هو رقم بلا أبعاد. ويمكن حساب هذا المعامل باستخدام معدل التدفق الكتلي أو معدل التدفق الحجمي وكثافة الموائع. ويمكن تحديده باستخدام:
{\displaystyle \chi ={\frac {m_{\ell }}{m_{g}}}{\sqrt {\frac {\rho _{g}}{\rho _{\ell }}}},}
حيث
- {\displaystyle m_{\ell }} هي معدل التدفق الكتلي لمرحلة السائل;
- {\displaystyle m_{g}} هي معدل التدفق الكتلي لمرحلة الغاز;
- {\displaystyle \rho _{g}} هي كثافة الغاز;
- {\displaystyle \rho _{\ell }} هي كثافة السائل.

يمكن استخدام معامل لوكارت - مارتينلي X في تحديد غاز جاف تمامًا عندما تكون القيمة صفرًا. فيكون لتدفق الغاز الرطب قيمة X بين الصفر و0.3 تقريبًا وقيم فوق 0.3 وتُعرف تلك القيم عادةً بأنها التدفقات متعددة المراحل.

## أنماط تدفق الغاز الرطب
يظهر سلوك الغاز والسائل في أنبوب متدفق خصائص تدفق مختلفة اعتمادًا على ضغط الغاز وسرعة الغاز ومحتوى السائل، بالإضافة إلى اتجاه التدفق (أفقي أو مائل أو رأسي). فقد يكون السائل في شكل قطيرات دقيقة أو قد يكون الأنبوب مملوءًا تمامًا بالسائل. وعلى الرغم من تعقيد تفاعل الغاز والسائل، فقد كانت هناك محاولات لتصنيف هذا السلوك. وعادة ما يشار لتفاعلات الغاز والسائل تلك بأنظمة التدفق أو أنماط التدفق.
تدفق الرطوبة الحلقي يحدث عند سرعات الغاز العالية. حيث يوجد غشاء رقيق من السائل حول حلقة الأنبوب. وفي العادة يأتي معظم السائل في شكل قطيرات في قلب الغاز. ونتيجة للجاذبية، يكون هناك عادةً غشاء أكثر سمكًا من السائل في قاع الأنبوب في مقابل الناحية العلوية من الأنبوب.
التدفق الطباقي (السلس) يوجد عندما يكتمل الفصل بالجاذبية. فيتدفق السائل عبر قاع الأنبوب بينما يتدفق الغاز في القمة. ويمكن أن يكون تماسك السائل في هذه المنظومة كبيرًا لكن سرعة الغاز تكون بطيئة.
تدفق الموجة الطباقية يشبه التدفق السلس الطباقي، ولكن مع ارتفاع سرعة الغاز. فسرعات الغاز العالية تنتج موجات على سطح السائل. وقد تصبح تلك الموجات كبيرة بما يكفي لكسر قطيرات السائل عند قمة الموجات وتصبح محمولة في الغاز. ثم تتوزع تلك القطيرات نحو أسفل الأنبوب.
التدفق البطيء حيث تُؤدي موجات السائل الرغوية الكبيرة إلى تكون كتلة يمكنها أن تملأ الأنبوب تمامًا. وقد تكون تلك الكتل أيضًا في شكل موجة جياشة توجد فوق غشاء سميك من السائل في أسفل الأنبوب.
تدفق الفقاعات المطولة يتكون في معظمه من تدفق السائل مع فقاعات مطولة توجد بالقرب من أعلى الأنبوب.
التدفق الموزع حيث يفترض أن يكون الأنبوب ممتلئًا تمامًا بالسائل مع وجود مقدار بسيط من الغاز المحتبس. ويكون الغاز في شكل فقاعات أصغر حجمًا. وتميل تلك الفقاعات إلى الاستقرار في المنطقة العلوية من الأنبوب حيث تشد الجاذبية السائل نحو أسفل الأنبوب.

## قياس الغاز الرطب
يلزم في بعض الأحيان أن يتم فقط قياس معدل تدفق المكون الأساسي المفرد للغاز، ويمكن في تلك الحالة استخدام قياس المرحلة المفردة. ثم يمكن تعديل القياس لتعويض تأثير السائل على القياس. ومن أمثلة بعض التقنيات المتاحة لقياس مرحلة السائل:
فاصل الاختبار هو الذي يحدد معدلات تدفق المرحلة من خلال الفصل المادي للسائل عن الغاز، ثم يتم قياس كل مرحلة بمعزل عن الأخرى. وتنتج تلك الطريقة معلومات عن كل المراحل والتي يمكن استخدامها لاحقًا في حساب التصحيح المطلوب للعداد ثم اختبار تدفق الغاز باستخدام العداد. ينبغي أن يكون الضغط ودرجة الحرارة متساويين في فاصل الاختبار مثلما هو الحال مع عداد تدفق الغاز الرطب أو يجب تصحيح معدلات تدفق الغاز والسائل في العداد بحسب الظروف فقد تكون المراحل مختلفة عن تلك التي يتم قياسها.
اختبار العينات بأن يتم أخذ عينة من الغاز الرطب من الأنبوب بهدف تحليلها وتحديد مكونات المقوم الأساسي. ومن الأهمية بمكان أن يتم أخذ عينة ممثلة لكسر كل من مرحلة السائل والغاز وألا يكون هناك تغير كتلي بين المراحل أثناء أخذ العينة.
طريقة الاقتفاء تقوم على حقن صبغة اقتفاء في تدفق الغاز الرطب ثم أخذ عينة من مسافة معينة أسفل التيار لقياس اختلاط الصبغة. ويستخدم اختلاط الصبغة في مرحلة السائل في حساب معدل تدفق السائق. وقد يكون من الصعب استخدام تلك التقنية فقد يكون من الصعب الوصول إلى النقاط الصحيحة المطلوبة لإجراء الاختبار.
تقنية الموجات الدقيقة تستخدم السماحية العالية للماء عن الهيدروكربونات في اكتشاف كسر الماء العام في مرحلتي السائل والغاز. ونظرًا لأن تلك التقنية ترصد وتقيس مكون الماء فقط، فيجب قياس مكون هيدروكربون السائل باستخدام طريقة أخرى.
عدادات فقد الضغط العام عند الضغط المختلف باستخدام أنبوب فنتوري في قياس التدفق تسبب انخفاض الضغط في التدفق والذي يتم تعويضه جزئيًا في أسفل العداد. ويكون التعويض أكبر في تدفقات الغاز الجاف عنه في تدفقات الغاز الرطب وذلك نتيجة وجود المكون السائل. ويمكن استخدام هذا الفارق في إيجاد قياس لكسر السائل. وينطوي ذلك على إضافة ضغط ثانٍ أسفل التيار في أنبوب فنتوري بهدف قياس انخفاض الضغط المُعوض جزئيًا. وقد تتأثر تلك الطريقة بالتغيرات في نظام الضغط وسرعة الغاز.
معالجة الإشارة المتقدمة تستخدم تلك الطريقة عندما يكون لمرحلة السائل تأثير على إشارة القياس مثلما يحدث عند تذبذبات الضغط في عداد تدفق الضغط التفاضلي أو التحول في سرعة الصوت عن عداد التدفق فوق الصوتي. ويمكن أن تحدد التحليلات المعقدة ونمذجة تلك الإشارات تدفقات السائل والغاز.
يتوفر في الأسواق عدد من عدادات قياس تدفق الغاز الرطب. وتستخدم معظم تلك العدادات الضغط التفاضلي لمرحلة الغاز وشكلاً من اكتشاف الغاز أو قياس كثافة الغاز الرطب لقياس مرحلة السائل ويتم ذلك في الطبيعي باستخدام إحدى التقنيات المذكورة عاليه.